# Сызранский помидор
Сы́зранский помидо́р — региональный праздник-фестиваль, посвящённый помидору, произрастающему в Сызрани.
Фестиваль проводят с 2001 года.

Фестиваль Сызранский помидор. Улица Советская

«Сызранский помидор» стал традиционным и ярким мероприятием, в котором принимают участие не только жители Сызрани и Самарской области, но и многочисленные гости из соседних областей, а также приглашенные гости из Франции.
Время проведения — выходные дни в середине августа.
В ходе фестиваля в традиционные городские названия улиц и площадей вносятся «томатные поправочки»: появляется площадь «Помидорный рай», аллея «Помидоры мои раскудрявые», «Закусочная аллея», «Томатная площадь», район «Великой объедаловки и отдыхаловки».
Компетентное жюри выбирает «Мисс Помидорку» и «Мистера Помидора»

парадное Шествие на фестивале

Проходят конкурсы «Женские тайны» и «Ударим помидором по аппетиту» на лучшую зимнюю закуску и салаты. Красочный карнавал открывается, когда к пристани причаливает корабль «Санто Томато». В небо запускают надувного «сеньора Помидора».
Не обходится без томатных баталий и парада.
Во время праздника проходит шествие духовых оркестров — международный фестиваль духовых оркестров «Серебряные трубы Поволжья».
К этому празднику РЖД формирует специальный туристский электропоезд из Самары, который перевозит несколько сотен туристов.
В 2013 году фестиваль «Сызранский помидор» получил премию в области гастрономического туризма «Russian event awards». В 2017 году аналитическое агентство «ТурСтат» поставило этот праздник на 11 место в рейтинге популярных направлений гастрономического туризма в России.
Юбилейный 20й фестиваль в 2020 году в связи с пандемией COVID-19 прошел в онлайн-формате на площадке социальной сети ВКонтакте.